# Highway 1

Mapa da Highway 1 da Austrália

Highway 1 é a mais longa autoestrada do mundo. Localiza-se na Austrália e tem 14.523 km de extensão.
O primeiro trecho, de Brisbane a Adelaide, ficou pronto em 1955 e hoje dá a volta no país inteiro, passando por todos os estados australianos e por sete das oito capitais.